# Землетрясение в Боливии (1994)
Землетрясение в Боливии произошло 9 июня 1994 года на расстоянии примерно 322 км к северо-востоку от города Ла-Пас. Гипоцентр землетрясения располагался на глубине 647 км, магнитуда землетрясения составила 8,2 или 8,3 балла. В течение следующих 20 дней в Боливии, Перу и Бразилии были обнаружены 89 афтершоков.
Это второе самое сильное когда-либо зарегистрированное землетрясение с глубиной очага более 300 км (первое — Глубокое Охотоморское землетрясение).

## Ущерб
Землетрясение ощущалось на большей части территории Америки. В городах, находящихся в пределах примерно 500 км от эпицентра (Ла-Пас, Кочабамба, Оруро), были разбиты окна в высоких зданиях и повреждены некоторые конструкции. Небольшие структурные повреждения произошли в городах Бразилиа, Кампу-Гранди, Манаус и Порту-Велью (Бразилия), Арика (Чили) и Такна (Перу).
На юге Перу землетрясение вызвало многочисленные оползни которые, по неподтверждённым данным, стали причиной пяти смертей: трое человек в регионе Арекипа погибли из-за оползня, обрушившего их дом, и двое в регионе Куско: один из-за падения обломков, другой из-за сердечного приступа. По другой информации, погибло 4 человека.
Землетрясение также ощущалось в Северной Америке на расстоянии до 80° от эпицентра. Так, дрожание можно было ощущать в Пуэрто-Рико и Доминиканской Республике, а также в крупных городах: Бостон, Ла-Кросс, Лос-Анджелес, Миннеаполис, Норуич, Омаха, Паркерсберг, Рентон, Су-Сити, Чикаго и даже Торонто в Канаде.

### Интенсивность землетрясения по городам
| Интенсивность землетрясения (шкала Меркалли) | Города                                         |
| -------------------------------------------- | ---------------------------------------------- |
| VI                                           | Ла-Пас                                         |
| IV                                           | Арекипа, Арика, Гуаякиль, Мокегуа, Пуно, Такна |
| III                                          | Икике, Кито, Мойобамба, Тарапото               |
| II                                           | Копьяпо                                        |
| I                                            | Сантьяго                                       |